# 자르노비차구

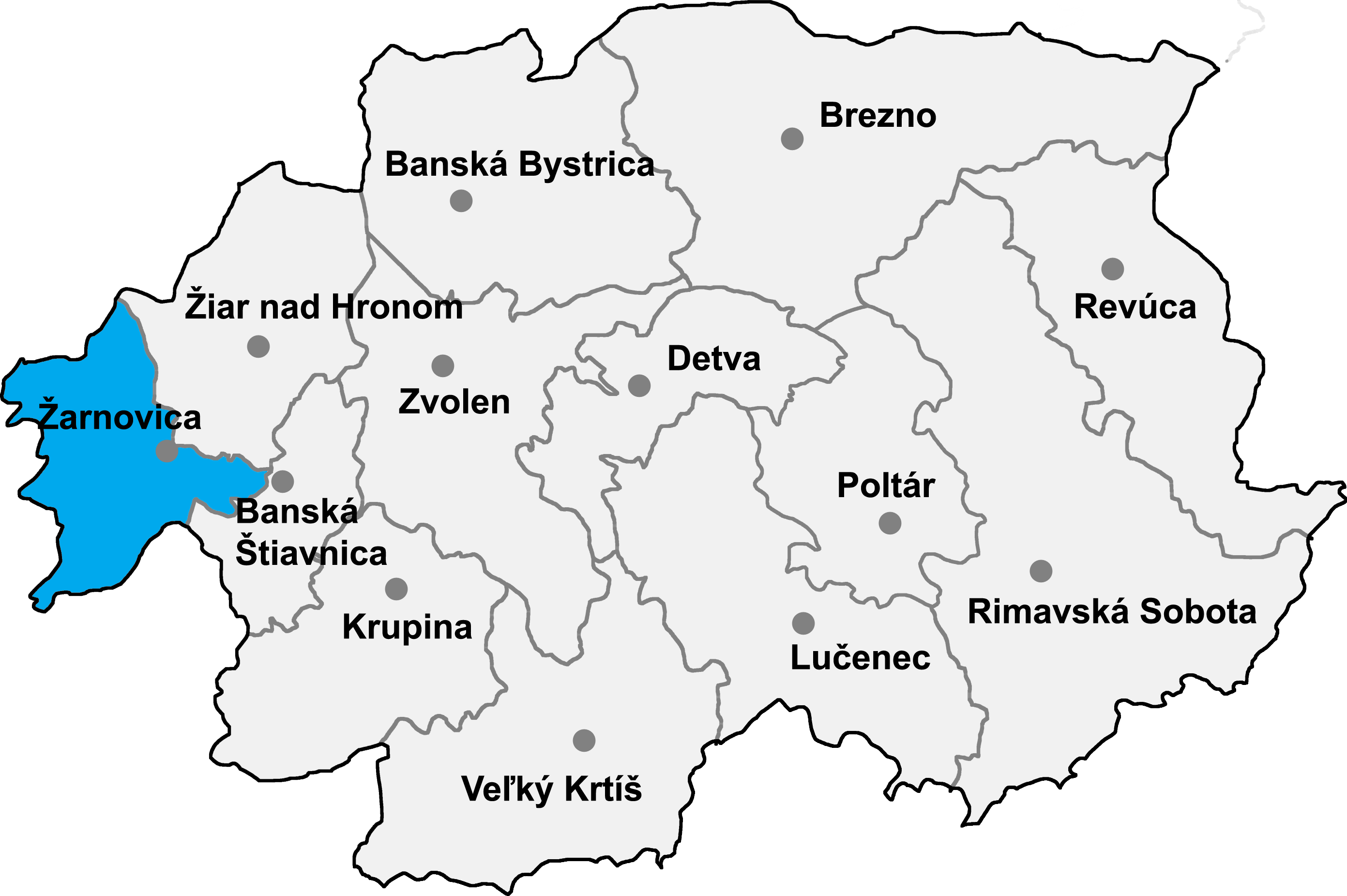
자르노비차구의 위치

자르노비차구(슬로바키아어: Okres Žarnovica)는 슬로바키아 반스카비스트리차주를 구성하는 13개 구 가운데 하나로 행정 중심지는 자르노비차이며 면적은 425.34km2, 인구는 26,732명(2014년 기준), 인구 밀도는 62.85명/km2이다.
반스카비스트리차주 서부에 위치하며 18개 지방 자치체(2개 시, 16개 마을)를 관할한다. 남쪽으로는 니트라주 레비체구, 서쪽으로는 니트라주 즐라테모라우체구, 북서쪽으로는 트렌친주 파르티잔스케구, 북쪽으로는 트렌친구 프리에비자구, 동쪽으로는 지아르나트흐로놈구, 반스카슈티아브니차구와 접한다.